# 42e cérémonie des Tony Awards
La 42e cérémonie des Tony Awards a eu lieu le 5 juin 1988 au Minskoff Theatre de Broadway et fut retransmise sur CBS. La cérémonie récompensait les productions de Broadway en cours pendant la saison 1988-1989.

## Cérémonie
La cérémonie a été présentée par Angela Lansbury.

### Prestations
Lors de la soirée, plusieurs personnalités se sont succédé pour la présentation des prix dont ; Barry Bostwick, Betty Buckley, Zoe Caldwell, Nell Carter, Carol Channing, Colleen Dewhurst, Jerry Herman, James Earl Jones, Larry Kert, Swoosie Kurtz, John Lithgow, Steve Martin, Richard Thomas, Tommy Tune, Leslie Uggams, Gwen Verdon, August Wilson, B.D. Wong.
Plusieurs spectacles musicaux présentèrent quelques numéros en live :
- A Chorus Line, "Music and the Mirror" - Donna McKechnie ;
- Anything Goes, "Anything Goes" - Patti LuPone et la troupe ;
- Dreamgirls, "One Night Only"/"Dreamgirls" - Sheryl Lee Ralph, Loretta Devine et Terry Burrell ;
- Into the Woods, "Into the Woods"/"Children Will Listen" - Phylicia Rashad et la troupe ;
- The Phantom of the Opera, "The Phantom of the Opera"/"The Music of The Night" - Sarah Brightman et Michael Crawford ;
- Romance/Romance, "I'll Always Remember the Song"/"It's Not Too Late" - Scott Bakula, Alison Fraser et la troupe ;
- Sarafina!, "Sarafina!" - la troupe

Plusieurs pièces de théâtres étaient également représentées :
- M. Butterfly, Scène avec John Lithgow et B. D. Wong;
- Joe Turner's Come and Gone, Scène avec Mel Winkler, Ed Hall et Delroy Lindo;
- A Walk in the Woods, Scène avec Sam Waterston et Robert Prosky;
- Speed-the-Plow, Scène avec Joe Mantegna et Ron Silver.

Un hommage à Michael Bennett a été fait par Donna McKechnie de A Chorus Line et les trois chanteuses originales de Dreamgirls, Theresa Burrell, Loretta Devine et Sheryl Lee Ralph.

## Palmarès
| Meilleure pièce | Meilleure comédie musicale |
| --- | --- |
| - M. Butterfly – David Henry Hwang - A Walk in the Woods – Lee Blessing - Joe Turner's Come and Gone – August Wilson - Speed-the-Plow – David Mamet | - The Phantom of the Opera - Into the Woods - Romance/Romance - Sarafina! |
| Meilleure reprise | Meilleur livret |
| - Anything Goes - Un tramway nommé Désir - Cabaret - Dreamgirls | - James Lapine – Into the Woods - Lee Breuer – The Gospel at Colonus - Richard Stilgoe et Andrew Lloyd Webber – The Phantom of the Opera - Barry Harman – Romance/Romance |
| Meilleur acteur dans une pièce | Meilleure actrice dans une pièce |
| - Ron Silver – Speed-the-Plow dans le rôle de Charlie Fox - Derek Jacobi – Breaking the Code dans le rôle d'Alan Turing - John Lithgow – M. Butterfly dans le rôle de Rene Gallimard - Robert Prosky – A Walk in the Woods dans le rôle d'Andrey Botvinnik                                               | - Joan Allen – Burn This dans le rôle d'Anna Mann - Blythe Danner – Un tramway nommé Désir dans le rôle de Blanche Du Bois - Glenda Jackson – Macbeth dans le rôle de Lady Macbeth - Frances McDormand – Un tramway nommé Désir dans le rôle de Stella Kowalski                                                    |
| Meilleur acteur dans une comédie musicale | Meilleure actrice dans une comédie musicale |
| - Michael Crawford – The Phantom of the Opera dans le rôle du fantôme de l’opéra - Scott Bakula – Romance/Romance dans le rôle d'Alfred Von Wilmers/Sam - David Carroll – Chess dans le rôle d'Anatoly - Howard McGillin – Anything Goes dans le rôle de Billy Crocker                                   | - Joanna Gleason – Into the Woods dans le rôle de la femme du boulanger - Alison Fraser – Romance/Romance dans le rôle de Josefine Weninger/Monica - Judy Kuhn – Chess dans le rôle de Florence - Patti LuPone – Anything Goes dans le rôle de Reno Sweeney                                                        |
| Meilleur acteur de second rôle dans une pièce | Meilleure actrice de second rôle dans une pièce |
| - B.D. Wong – M. Butterfly dans le rôle de Song Liling - Michael Gough – Breaking the Code dans le rôle de Dillwyn Knox - Lou Liberatore – Burn This dans le rôle de Larry - Delroy Lindo – Joe Turner's Come and Gone dans le rôle d'Herald Loomis                                                      | - L. Scott Caldwell – Joe Turner's Come and Gone dans le rôle de Bertha Holly - Kimberleigh Aarn – Joe Turner's Come and Gone dans le rôle de Mattie Campbell - Kate Nelligan – Serious Money dans le rôle de plusieurs personnages - Kimberly Scott – Joe Turner's Come and Gone dans le rôle de Molly Cunningham |
| Meilleur acteur de second rôle dans une comédie musicale | Meilleure actrice de second rôle dans une comédie musicale |
| - Bill McCutcheon – Anything Goes dans le rôle de Moonface Martin - Anthony Heald – Anything Goes dans le rôle de Lord Evelyn Oakleigh - Werner Klemperer – Cabaret dans le rôle de Herr Schultz - Robert Westenberg – Into the Woods dans le rôle du loup/Prince de Cendrillon                          | - Judy Kaye – The Phantom of the Opera dans le rôle de Carlotta Guidicelli - Leleti Khumalo – Sarafina! dans le rôle de Sarafina - Alyson Reed – Cabaret dans le rôle de Sally Bowles - Regina Resnik – Cabaret dans le rôle de Fraulein Schneider                                                                 |
| Meilleure partition originale | Meilleure chorégraphie |
| - Into the Woods – Stephen Sondheim (musique et paroles) - The Phantom of the Opera – Andrew Lloyd Webber (musique), Charles Hart et Richard Stilgoe (paroles) - Romance/Romance – Keith Herrmann (musique) et Barry Harman (paroles) - Sarafina! – Mbongeni Ngema et Hugh Masakela (musique et paroles) | - Michael Smuin – Anything Goes - Lar Lubovitch – Into the Woods - Gillian Lynne – The Phantom of the Opera - Ndaba Mhlongo et Mbongeni Ngema – Sarafina! |
| Meilleure mise en scène pour une pièce | Meilleure mise en scène pour une comédie musicale |
| - John Dexter – M. Butterfly - Gregory Mosher – Speed-the-Plow - Lloyd Richards – Joe Turner's Come and Gone - Clifford Williams – Breaking the Code | - Harold Prince – The Phantom of the Opera - James Lapine – Into the Woods - Mbongeni Ngema – Sarafina! - Jerry Zaks – Anything Goes |
| Meilleurs décors | Meilleurs costumes |
| - Maria Björnson – The Phantom of the Opera - Eiko Ishioka – M. Butterfly - Tony Straiges – Into the Woods - Tony Walton – Anything Goes | - Maria Björnson – The Phantom of the Opera - Ann Hould-Ward – Into the Woods - Eiko Ishioka – M. Butterfly - Tony Walton – Anything Goes |
| Meilleures lumières | |
| - Andrew Bridge – The Phantom of the Opera - Paul Gallo – Anything Goes - Richard Nelson – Into the Woods - Andy Phillips – M. Butterfly | |

## Autres récompenses
Le Regional Theatre Tony Award a été décerné à South Coast Repertory, Costa Mesa, Californie et un Special Awards à la Brooklyn Academy of Music.